# یانگ جونگ-اوک
یانگ جونگ-اوک (انگلیسی: Yang Jung-ok؛ زادهٔ ۲۴ اوت ۱۹۷۴)  بازیکن زن بسکتبال اهل کره جنوبی بود. وی در بازی‌های المپیک تابستانی ۲۰۰۰ شرکت کرده‌است.